# Grafschaft Northeim
Die Grafschaft Northeim war eine mittelalterliche Grafschaft beim Rittigau an den südwestlichen Ausläufern des Harzes mit dem Hauptort Northeim.

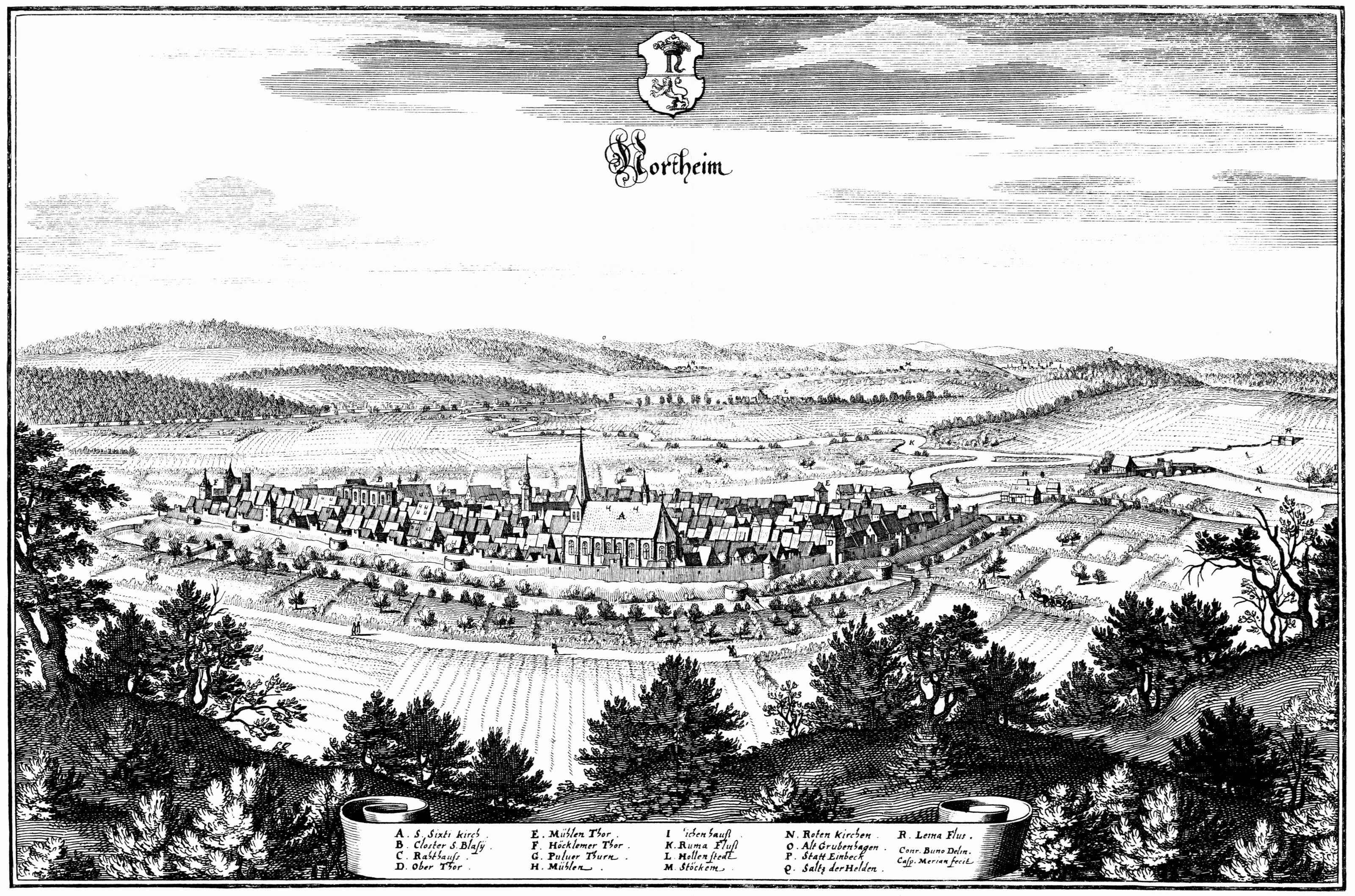
Merian-Stich von Northeim (1654)

## Geschichte
Um das Jahr 950 tritt erstmals ein Grafengeschlecht in Northeim auf. Einer seiner befestigten Sitze war die aus Holz errichtete Burg Bömene bei Northeim im Leinegau.
Die Macht des Geschlechts erreichte mit Graf Otto I. einen ersten Höhepunkt. Durch seine um 1050 geschlossene Ehe mit Richenza von Werl vermehrte er seinen Besitz beträchtlich und wurde so zu einem der angesehensten und reichsten Fürsten der damaligen Zeit. 1061 wurde Otto von der Witwe Kaiser Heinrichs III., Agnes von Poitou, das Stammesherzogtum Baiern verliehen, das er 1061–1070 als Otto II. regierte. Da er Pläne zur Ermordung von König Heinrich IV. bei einem Besuch in Northeim geschmiedet haben sollte, wurde Otto 1069 des Majestätsverbrechens für schuldig befunden und verlor damit seine Lehen und damit das Herzogtum Bayern. Otto stiftete das Sankt Blasien-Kloster in Northeim, neben dem die Grafen ihren Hof (curtis) bewohnten.
Sein Sohn Heinrich der Fette wurde Markgraf in Friesland, dessen Tochter Richenza von Northeim heiratete im Jahr 1100 Lothar von Süpplingenburg, Herzog von Sachsen und späterer römisch-deutscher Kaiser.
Der Besitz der Northeimer befand sich an der oberen Leine, der Werra und der Weser, der Diemel und der Nethe (Boyneburg); an der unteren Elbe lag das Erbgut der Richenza von Werl, die wahrscheinlich dem Geschlecht der Billunger entstammte; darüber hinaus waren die Grafen von Northeim Vögte von Corvey, Gandersheim, Helmarshausen, des Familienklosters St. Blasien in Northeim, Bursfelde, Amelungsborn und Oldisleben.
Nach dem Tod der Kaiserin Richenza († 1141), ihres Vetters Siegfried IV. von Boyneburg († 1144) sowie des früheren Markgrafen von Meißen Hermann II. von Winzenburg († 1152) wurde dieser Familienbesitz an Richenzas Tochter Gertrud von Sachsen († 1143), Ehefrau des Herzogs Heinrich des Stolzen und Mutter Heinrich des Löwen, und damit an die Welfen vererbt.

## Herkunft der Familie
Die Herkunft der Grafen von Northeim ist in der Forschung umstritten. Während Reinhard Wenskus verwandtschaftliche Verbindungen zur Familie des Markgrafen Gero und den Immedingern aufgezeigt hat, sieht Erich von Brandenburg Siegfried (I.) von Northeim als Sohn des Grafen Siegfried I. von Luxemburg, eine These, die von Armin Wolf 1997 aufgenommen und ausgearbeitet wurde. Die Gegenposition wird insbesondere von Eduard Hlawitschka vertreten.

## Grafen von Northeim
- Siegfried (I.), † um 1004
- Bernhard, † um 1040
- Siegfried (II.), † 1025
- Otto I., † 11. Januar 1083, als Otto II. Herzog von Bayern 1061–1070; ⚭ Richenza von Werl
- Heinrich der Fette; beerdigt am 10. April 1101, Markgraf von Friesland 1090, Titularherzog von Bayern
- Otto II., † 1116

- Richenza von Northeim, † 10. Juni 1141; ⚭ Lothar von Supplinburg, † 4. Dezember 1137, Herzog von Sachsen, deutscher König und Kaiser (Supplinburger)

## Stammliste
1. Siegfried (I.) von Northeim, * um 955/965, 983 bezeugt, † März/November 1004; ⚭ um 975/985 Mathilde, wohl Verwandte eines Benno/Bernhard[3]
  1. Bernhard von Northeim, um 1040
    1. Otto (I.), Graf von Northeim, † 11. Januar 1083, Herzog Otto II. von Bayern 1061–1070; ⚭ Richenza, Tochter des Herzogs Otto II. von Schwaben (sehr umstritten), Witwe des Grafen Hermann III. von Werl
      1. Heinrich der Fette, † 10. April 1101, Markgraf in Friesland 1090, Titularherzog von Bayern; ⚭ um 1090 Gertrud die Jüngere von Braunschweig, † 9. Dezember 1117, Tochter von Ekbert I. Markgraf von Meißen (Brunonen)
        1. Otto (II.), † 1116
        2. Richenza von Northeim, * 1095, † 10. Juni 1141; ⚭ um 1100 Lothar von Supplinburg, † 4. Dezember 1137, Herzog von Sachsen, deutscher König und Kaiser (Supplinburger)
        3. Gertrud, † 14. Mai um 1154; ⚭ I Siegfried von Ballenstedt, * um 1075, † 9. März 1113, Pfalzgraf bei Rhein 1095 (Askanier); ⚭ II Otto Graf von Rheineck, † 1150

      2. Kuno, † 1103, Graf von Beichlingen; ⚭ Kunigunde von Weimar, Tochter des Grafen Otto I., Markgraf von Meißen, Witwe des Fürsten Jaropolk von Wladimir und Turow (Rurikiden), in dritter Ehe heiratete sie Wiprecht von Groitzsch, † 1124 (Grafschaft Groitzsch)
        1. Mathilde, 1117; ⚭ Wilhelm Graf von Luxemburg, † 23. Januar 1130/31
        2. Kunigunde; ⚭ Wiprecht von Groitzsch der Jüngere, † wohl 1116 (Grafschaft Groitzsch)
        3. Adele; ⚭ Dietrich III. von Katlenburg, † 1106; ⚭ Helferich, Markgraf der Nordmark, † 1118, aus dem Haus der Grafen von Plötzkau

      3. Siegfried III. von Boyneburg † 1123, Graf von Boyneburg (urkundlich „Sifridus Comes de Boumeneburch“); ⚭ Adelheid Gräfin von Holstein
        1. Siegfried IV. von Boyneburg, † 17. Oktober 1144

      4. Ida; ⚭ Thimo, Graf von Brehna, † 9. März um 1091 (Wettiner)
      5. Ethelinde; ⚭ geschieden 1070, Welf IV., † 9. November 1101, Herzog von Bayern 1070
      6. Mathilde ⚭ 1073–1076 Konrad II. Graf von Werl-Arnsberg, 1077/92 bezeugt

  2. Siegfried (II.) von Northeim, * um 975/985, † 1025, 1002 Mörder des Thronkandidaten Ekkehard von Meißen[4]